# Microctenochira bonvouloiri
Microctenochira bonvouloiri är en skalbaggsart som först beskrevs av Karl Henrik Boheman 1855.  Microctenochira bonvouloiri ingår i släktet Microctenochira och familjen bladbaggar. Inga underarter finns listade i Catalogue of Life.